# Charles Surmont de Volsberghe
Baron Charles-François-Pierre-Ghislain Surmont de Volsberghe (Gent 28 augustus 1798 - 17 mei 1840) was lid van het Belgisch Nationaal Congres.

## Levensloop
Surmont was de zoon van François Pierre Guillaume Aloys Surmont (1772-1830) die in de Franse tijd voorzitter van de gemeenteraad was in Gent, en van Colette de Potter. François Surmont werd in 1817 in de ridderschap van de Nederlandse provincie Oost-Vlaanderen opgenomen wat bevestiging van adellijke status inhield. Hij was ook lid van de Tweede Kamer (1818-1830).
Charles-François studeerde aan de Rijksuniversiteit Leuven en behaalde het doctoraat in de rechten op 22 januari 1821 met een thesis over het vruchtgebruik onder de titel De quibus modis ususfructus constitui solet.
Hij was van 1829 tot 1830 lid van de Provinciale Staten van Oost-Vlaanderen en was luitenant-kolonel van de Burgerwacht, toen hij in oktober 1830 werd verkozen tot lid van het Nationaal Congres. Hij stemde steeds met de meerderheid mee: voor de eeuwigdurende uitsluiting van de Nassaus, voor de hertog van Nemours, voor regent Surlet de Chokier, voor Leopold van Saksen Coburg. Bij een paar cruciale stemmingen was hij evenwel niet aanwezig, namelijk die over de bevestiging van de onafhankelijkheidsverklaring en voor de aanvaarding van het Verdrag der XVIII artikelen.
Surmont was wat zonderling zowel in klederdracht, als in wat hij vertelde. Hij bracht zijn collega's soms aan het lachen door over zijn persoonlijke wederwaardigheden te vertellen.
Hij verkreeg op 16 december 1839, samen met zijn broer landschapsschilder Paul Surmont de Volsberghe (1802-1850), een erfelijke baronstitel. Enkele maanden later pleegde hij zelfmoord, in een vlaag van zinsverbijstering zo werd gezegd. Hij was in 1826 getrouwd met markiezin Thérèse Rodriguez d'Evora y Vega en ze hadden een zoon en een dochter.